# Monte San Giacomo
Monte San Giacomo ist ein Ort mit 1412 Einwohnern (Stand 31. Dezember 2023) in der Provinz Salerno im Cilento (Kampanien) in Italien und Teil der Comunità Montana Vallo di Diano.

## Geografie
Die in der Nähe liegenden Gemeinden sind Piaggine, Sanza, Sassano und Teggiano.